# جايسون جيلفيلان
جايسون جيلفيلان (بالإنجليزية: Jason Gilfillan)‏ هو لاعب كرة قاعدة أمريكي، ولد في 31 أغسطس 1976 في شيلبي في الولايات المتحدة.

## وصلات خارجية
- جايسون جيلفيلان على موقعبيزبول رفرنس.كوم (الدوري الرئيسي) (الإنجليزية)